# Чернетовка (Брянская область)
Черне́товка (историческое название — Черетовка) — деревня в Гордеевском районе Брянской области, в составе Уношевского сельского поселения.
Расположена в 3 км к северо-востоку от села Уношево.

## История
Упоминается со второй половины XIX века; до 1924 года входила в Уношевскую волость Суражского (с 1921 — Клинцовского) уезда. С конца XIX века работала школа грамоты.
С 1924 года в Гордеевской волости, с 1929 в Гордеевском районе, а при его временном расформировании — в Клинцовском (1963—1966), Красногорском (1967—1985) районе.
С 1920-х гг. до 2005 года входила в Уношевский сельсовет.

## Население
| Годы      | 1892 | 1897 | 1926 | 1979 | 1989 | 2002 |
| --------- | ---- | ---- | ---- | ---- | ---- | ---- |
| Население | 291  | 331  | 442  | 103  | 39   | 35   |

| 2010 | 2013 |
| ---- | ---- |
| 15   | ↘11  |